# Ruig muurspoorbolletje
Het ruig muurspoorbolletje (Pleospora penicillus) is een schimmel behorend tot de familie Pleosporaceae. Hij komt voor in venen, moerassen en oevers. Hij leeft saprotroof op stengels van kruidachtige planten.

## Kenmerken
De ascosporen meten 22-28 × 10-11,2 μm.

## Verspreiding
In Nederland komt het ruig muurspoorbolletje vrij zeldzaam voor.